# Jazz (Transformers)
Pour les articles homonymes, voir Jazz (homonymie).
 (décembre 2019).
Si vous disposez d'ouvrages ou d'articles de référence ou si vous connaissez des sites web de qualité traitant du thème abordé ici, merci de compléter l'article en donnant les références utiles à sa vérifiabilité et en les liant à la section « Notes et références ».
Jazz est un personnage de l'univers fictif des Transformers.

## Histoire

### Séries animées

#### Génération 1
Jazz fait partie de l'équipage d'Optimus Prime à bord de l'Arche lorsque le vaisseau est attaqué par les Decepticons. Après la bataille, le vaisseau s'écrase et, comme tous les passagers, il est plongé dans une sorte de coma, jusqu'à ce qu'une éruption volcanique ne réveille Télétran-1, l'ordinateur de l'Arche. Celui-ci réveille et restructure alors tous les Transformers à son bord, y compris Jazz, qui obtient le mode véhicule d'une Porsche 935.

#### Transformers: Animated
Jazz apparaît dans Transformers: Animated comme un personnage secondaire récurrent. Ici, il est un Autobot de la Garde d'Elite, répondant donc directement aux ordres du chef suprême Ultra Magnus. Il fait usuellement équipe avec Sentinel prime, et se transforme en voiture blanche. Jazz est un ninja, et ce à un stade beaucoup plus avancé que Prowl (bien que les prouesses de ce dernier arrivent à l'impressionner). Il se bat avec des nunchakus. À l'opposé exact de Sentinel, il est sociable, joyeux et curieux, s'intéresse aux nouveaux environnements (y compris la Terre) et émet dès le début des doutes quant à la prétendue contamination risquée en approchant les humains. Sa rencontre avec Sari confirme rapidement ses doutes.
Peu de choses sont sus à l'heure actuelle sur son passé. Il est suggéré dans Les 5 Pièces du Destin qu'il a été, comme Prowl, l'apprenti de Yoketron, ayant un buste de lui chez ce dernier. Il a par la suite été promu à la Garde d'Elite, au rang de second.
Il apparaît pour la première fois dans La Garde d'Elite, où il arrive sur Terre avec Sentinel et Ultra Magnus pour tenter de reprendre la Matrice. Lorsqu'ils apprennent que cette dernière a été mise en pièces, Optimus est chargé d'emmener Ultra Magnus et Sentinel, tandis que Jazz reste dans le vaisseau pour surveiller les autres Autobots. Lorsque Sari s'infiltre dans le vaisseau, elle et l'équipage d'Optimus parviennent à le convaincre de sortir un moment pour aller stopper un incident dans une usine Sumdac, causé par un fragment de la Matrice.
Jazz reste par la suite un moment sur Terre avec le reste de la Garde d'Elite. Son séjour s'achève finalement lorsqu'ils repartent avec Starscream comme prisonnier. Cependant, ce dernier s'échappe sur le chemin du retour.
Vers le début de la saison 3, à la fin de Porte Stellaire, Ultra Magnus décide d'envoyer Jazz et Sentinel à la poursuite de Wasp, cette fois en compagnie de deux nouveaux soldats améliorés grâce aux fragments de la Matrice, Jetfire et Jetstorm. Cette poursuite les conduit une nouvelle fois  sur Terre, où après une poursuite de Bumblebee sous les traits de Wasp, ils apprennent que Wasp n'est pas l'espion Decepticon comme on le croyait, et que le vrai responsable est Longarm.
Durant son séjour, Jazz coopère avec les autres Autobots pour capturer tous les Decepticons sur Terre. Lorsque Sentinel capture avec une facilité déconcertante un nombre surprenant d'entre eux, Jazz fait équipe avec Prowl pour tenter de comprendre comment il fait. Il est semble-t-il montré dans cet épisode qu'il existe entre les deux ninjas une sorte de complicité.
Jazz rentre avec le reste de la Garde d'Elite sur Cybertron à la fin d'Expérience Techno-organique, emportant les prisonniers Decepticans : Lugnut, Sunstorm, Ramjet, Blitzwing et Swindle (coincé dans sa mode véhicule).
Cependant, dans Prise en Otage, le voyage subit un contretemps lorsqu'une erreur de Sentinel permet à Swindle de se réanimer et de libérer les autres Decepticons, qui capturent leurs geôliers. Libéré grâce à l'intervention d'Optimus, Jazz réussit, suivant les ordres de ce dernier, à faire un plan qui permet de récupérer tous les Decepticons (excepté Lugnut, qui rejoint Mégatron, et Swindle qui s'est enfui par une navette de sauvetage).
Plus tard, dans Voilà pourquoi je hais tant les machines, Jazz, de retour sur Cybertron, apparaît toujours parmi la Garde d'Elite alors que Sentinel assure le poste de Magnus pendant le rétablissement d'Ultra Magnus. Apparemment agacé et exaspéré par la bureaucratie de Sentinel, il aide secrètement Ratchet et Fanzone à s'introduire dans la Tour de Cybertron pour tenter de sauver Arcee. Lorsque le médecin Autobot et le policier humain repartent sur Terre avec le marteau d'Ultra Magnus malgré l'ordre de Sentinel de le lui remettre, Jazz se porte volontaire pour les poursuivre, ce qui se révèle en fait être un prétexte de sa part pour fuir la Garde d'Elite et rejoindre le groupe d'Optimus.
Jazz n'aime pas beaucoup Sentinel pour ce qu'il lui fait subir, mais il aime bien l'équipe d'Optimus Prime et protège son équipe de Sentinel.

### Films

#### Transformers(film)

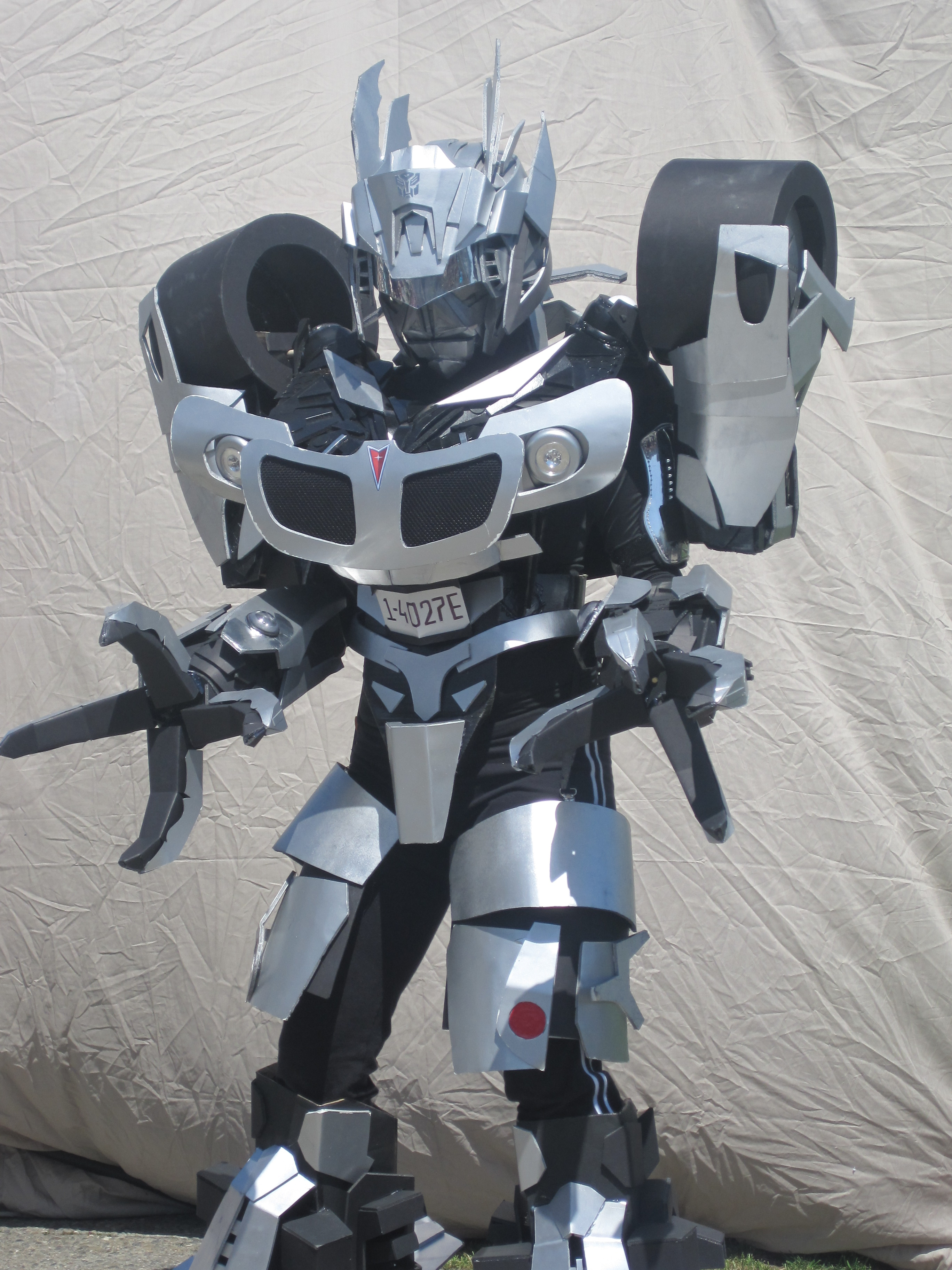
Cosplay de Jazz

Dans le film, Jazz fait partie de l'équipe d'Autobots aux côtés d'Optimus Prime, Ironhide, Ratchet, Bumblebee sur Terre, pour récupérer le AllSpark et sauver les humains des Decepticons. Il est alors le lieutenant d'Optimus Prime, et le plus agacé par l'attitude passive de celui-ci vis-à-vis des humains. Il combat et vainc, avec Ratchet et Ironhide, le Decepticon Brawl (nommé par erreur Devastator). Il est tué par Mégatron, qui déchire son corps et arrache son spark. A la fin de la bataille, les Autobots pleuraient la mort de leur fidèle ami. Jazz est le premier Autobot de la saga à mourir. Son apparence est celle d'une Pontiac Solstice.

#### Transformers: Le Commencement
Dans le film d'animation se déroulant avant le début de la grande guerre entre Autobots et Décepticons, Jazz était un cybertronien sans cog de transformation travaillant dans les mines de Cybertron aux côtés de Orion Pax et D-16, futurs Optimus Prime et Mégatron.
Durant une session de travail qui tourne mal, Jazz est coincé dans un éboulement et est sauvé par Orion et D-16, malgré l'ordre de repli de Elita-1, y laissant une jambe. 
Plus tard, il retrouve un Orion Pax changé, dû à son nouveau cog, et accepte de lui prêter main-forte pour faire tomber Sentinel Prime. À la fin du film, il récupère son cog et admire sa nouvelle apparence. Il rejoint peu après les Autobots d'Optimus Prime.

## Caractère
Dans la plupart des versions, Jazz apparait comme un personnage élégant, droit, calme, plein de sang froid et avec une personnalité très "Rock and Roll" (surtout dans le film). Il se confie souvent les tâches les plus dangereuses, tout en gardant sans cesse la tête froide. Connu pour sa ligne classique "Optimus CREAM".